# Pakhus
Et pakhus er en bygning beregnet til opbevaring af varer (gods). Pakhuse lægges derfor steder, hvor sådanne behov er tilstede fx i havne.
Pakhuse vil ofte være indrettede som bygninger i flere etager (stokværk), sektionsinddelte eller åbne i hele deres længde. Desuden kan der på strategisk egnede steder være indrettet en kran eller et hejseværk, der fra taghøjde rækker ud over bygningens facade og derved muliggør, at varerne kan løftes op til den etage, de skal placeres på, og lempes ind gennem en luge.
Blandt de ældste og mest kendte pakhuse i Danmark kan nævnes Asiatisk Kompagnis pakhus, opført 1745-50 efter tegninger af Niels Eigtved.